# Bregovo (huyện)
Bregovo là một huyện thuộc tỉnh Vidin, Bungaria. Dân số thời điểm năm 2001 là 7515 người.